# Carl Emil Christiansen
Carl Emil Christiansen (Esbjerg, 1937. december 31. – Esbjerg, 2018. január 15.) válogatott dán labdarúgó, csatár, edző.

## Pályafutása
1956 és 1967 között az Esbjerg fB játékosa volt, ahol négy bajnoki címet és egy dán kupa győzelmet ért el a csapattal. 1962-ben két alkalommal szerepelt a dán válogatottban és egy gólt szerzett. 1972-ben és 1979-80-ban az Esbjerg vezetőedzője volt.

## Sikerei, díjai
Esbjerg fB
- Dán bajnokság
  - bajnok (4): 1961, 1962, 1963, 1965
- Dán kupa
  - győztes: 1964